# سوئد در المپیک تابستانی ۱۹۲۰
سوئد در بازی‌های المپیک تابستانی ۱۹۲۰ که در شهر آنتورپ بلژیک برگزار شد، کاروان سوئد با ۲۶۰ ورزشکار در این رقابت‌ها شرکت کرد و موفق به کسب ۶۴ مدال (۱۹ طلا، ۲۰ نقره، ۲۵ برنز) شد. در جدول رتبه‌بندی توزیع مدال‌ها، سوئد در ردهٔ ۲ مسابقات قرار گرفت.